# Annesorhiza lateriflora
Annesorhiza lateriflora är en växtart i släktet Annesorhiza och familjen flockblommiga växter. Den beskrevs av Christian Friedrich Frederik Ecklon och Carl Ludwig Philipp Zeyher och fick sitt nu gällande namn av Ben-Erik van Wyk.
Arten är perenn och förekommer i Sydafrika.